# Аутогезія

Вугільно-масляні конґломерати утворені за рахунок аутогезійного злипання по плівках масла-зв'язуючого. Шкала 0,5 см

Конґломерат мікроалмазів. Один з механізмів утврення — аутогезійнео злипання, d=0,5 мм.

А́утоге́зія — явище самозлипання двох наведених у контакт поверхонь тієї самої речовини, що перешкоджає їхньому розділенню по місцю контакту. Аутогезія являє собою окремий випадок адгезії. Всі встановлені для адгезії закономірності властиві аутогезії. Злипання однорідних тіл не завжди приводить до утворення на границі поділу структури, що аналогічна об'ємній фазі речовини. Найчастіше аутогезійний зв'язок менш міцний, ніж когезійний. У низькомолекулярних зв'язуючих спостерігається рівність аутогезії і когезії.

## Опис
Необхідною умовою аутогезійних взаємодій є злиття (коалесценція) плівок адгезиву. Коалесценція в початковий період супроводжується прилипаням за рахунок обопільного змочування контактуючих шарів адгезиву. Щоб відокремити один шар від іншого, необхідно затратити роботу, рівну енергії прилипання двох шарів того самого адгезива один до одного. Ця робота відповідає початковій аутогезії або аутогезії прилипання. Максимального значення аутогезія досягає згодом. В зоні контакту відбувається відновлення структури адгезиву, близької до об'ємного. Як правило ступінь коалесценції не дорівнює одиниці. Вона максимальна в низькомолекулярних зв'язуючих. Аутогезія завершується при досягненні адгезивом температури склування. До цього моменту сповільнюються дифузійні і структуроутворюючі процеси. Енергія аутогезійного зв'язку досягає найбільших значень. При температурах нижче температури склування аутогезійний зв'язок не утворюється. Найбільший вплив на аутогезію мають такі фактори, як тривалість, температура й тиск контакту, в'язкість і товщина крайового шару, природа адгезиву.
Зі збільшенням тривалості контакту аутогезія росте спочатку швидко, потім повільніше, прагнучи до когезії адгезиву. При підвищенні температури аутогезія росте за експоненційним законом. Висока температура інтенсифікує дифузійні процеси. З'являються нові зв'язки. При досягненні адгезивом в'язкотекучого стану аутогезійна міцність вже не залежить від температури. У цих умовах швидко відбувається повна коалесценція. Міцність контакту у цьому випадку відповідає когезії зв'язуючого.
Тиск у місці контакту впливає на характер пружних і пластичних деформацій. Повнота контакту підсилює аутогезію. Однак різке збільшення тиску приведе до незначної аутогезії або навіть до її зменшення через зниження рухливості молекулярних ланцюгів. Міцність аутогезійного зв'язку залежить від в'язкості адгезиву. Низька в'язкість не забезпечує високої аутогезії. Висока в'язкість стримує дифузійні процеси. В'язкість при злипанні повинна перебувати в межах 10—50 Па·с.
Аутогезія змінюється залежно від товщини плівки. У тонких шарах аутогезія висока, що обумовлюється орієнтуванням молекул у таких шарах. Тому злипання відбувається за рахунок не тільки самодифузії, але і міжмолекулярних взаємодій адсорбційних шарів. У товстих плівках аутогезія порівняно менша, але постійна. Зі збільшенням молекулярної маси адгезиву аутогезія зростає.

### Аутогезія при брикетуванні
У такій складній системі, як брикет, процеси структуроутворення не обмежуються утворенням комплексу “адгезив-субстрат”. Має місце контактування цих комплексів між собою. Міцність останніх визначається аутогезією між плівками адгезиву і когезією зв’язуючого. Аутогезію розглядають як самозлипання двох наведених у контакт поверхонь тієї самої речовини, що перешкоджає їх розді-\ленню за місцем контакту.
Аутогезія являє собою окремий випадок адгезії. Усі встановлені для адгезії закономірності властиві аутогезії. Злипання однорідних тіл не завжди приводить до утворення на границі поділу структури, аналогічної об'ємній фазі речовини. Найчастіше аутогезійний зв'язок менш міцний, ніж когезійний. У низькомолекулярних зв’язуючих спостерігається рівність аутогезії і когезії. 
Необхідною умовою аутогезійних взаємодій є злиття (коалесце-нція) плівок адгезиву. Коалесценція в початковий період супроводжується прилипаням за рахунок обопільного змочування контактуючих шарів адгезиву. Щоб відокремити один шар від іншого, необхідно затратити роботу, рівну енергії прилипання двох шарів того самого адгезиву один до одного. Ця робота відповідає початковій аутогезії або аутогезії прилипання. Максимального значення аутогезія досягає згодом. У зоні контакту відбувається відновлення структури адгезиву, близької до об'ємного. Як правило, ступінь коалесценції не дорівнює одиниці. Вона максимальна в низькомолекулярних зв’язуючих. Аутогезія завершується при досягненні адгезивом температури склування. До цього моменту сповільнюються дифузійні і структуроутворювальні процеси. Енергія аутогезійного зв'язку досягає найбільших значень. При температурах, нижчих від температури склування, аутогезійний зв'язок не утворюється. 
Найбільше на аутогезію впливають такі фактори, як тривалість, температура й тиск контакту, в'язкість і товщина крайового шару, природа адгезиву.
Зі збільшенням тривалості контакту аутогезія зростає спочатку швидко, потім повільніше, прагнучи до когезії адгезиву. При підви-щенні температури аутогезія зростає за експоненційним законом. Висока температура інтенсифікує дифузійні процеси, з'являються нові зв'язки. При досягненні адгезивом в’язкотекучого стану аутогезійна міцність вже не залежить від температури. У цих умовах швидко відбувається повна коалесценція. Міцність контакту в цьому випадку відповідає когезії зв’язуючого.
Тиск у місці контакту впливає на характер пружних і пластич-них деформацій. Повнота контакту підсилює аутогезію. Однак, різке збільшення тиску приведе до незначної аутогезії або навіть до її зме-ншення через зниження рухливості молекулярних ланцюгів.
Міцність аутогезійного зв'язку залежить від в'язкості адгезиву. Низька в'язкість не забезпечує високої аутогезії. Висока в'язкість стримує дифузійні процеси. В'язкість при злипанні повинна перебувати в межах 10-50 Па•с.
Аутогезія змінюється залежно від товщини плівки. У тонких шарах аутогезія висока, що обумовлюється орієнтуванням молекул у таких шарах. Тому злипання відбувається за рахунок не тільки самодифузії, але і міжмолекулярних взаємодій адсорбційних шарів. У тов-стих плівках аутогезія порівняно менша, але постійна. Зі збільшенням молекулярної маси адгезиву аутогезія зростає.